# リカルド・ゴメス・ライムンド
リカルド・ゴメス・ライムンド（Ricardo Gomes Raymundo、1964年12月13日 - ）は、ブラジル・リオデジャネイロ出身の元サッカー選手、現サッカー指導者。ポジションはディフェンダー。

## 経歴
現役時代はセンターバックとしてフルミネンセFC、SLベンフィカ、パリ・サンジェルマンFCでプレー。1988年に開催されたソウルオリンピックブラジル代表であり、1990年のイタリアW杯ではA代表のキャプテンを務めた。
現役引退後は所属していたパリSGの監督に就任。1998年にはフランスカップで優勝、初のタイトルを手にしている。パリSG退団後はブラジルのクラブを転々とし、その間にブラジルオリンピック代表を率いたものの、アテネ・オリンピック南米地区予選で敗退し、アテネ・オリンピック本戦には進出できなかった。2005-2006シーズンにはFCジロンダン・ボルドーの監督に就任し、チームを2位に導く。2009年6月からはサンパウロFCの監督を務めた。

### 監督成績
2019年2月26日現在
| クラブ                 | 就任         | 退任          | 記録 | 記録 | 記録 | 記録 | 記録   |
| クラブ                 | 就任         | 退任          | 試   | 勝   | 分   | 敗   | 勝率   |
| ---------------------- | ------------ | ------------- | ---- | ---- | ---- | ---- | ------ |
| サンパウロFC           | 2009年       | 2010年        | 73   | 38   | 15   | 20   | 052.05 |
| FCジロンダン・ボルドー | 2018年9月5日 | 2019年2月26日 | 0    | 0    | 0    | 0    | —      |
| 合計                   | 合計         | 合計          | 73   | 38   | 15   | 20   | 052.05 |